# سيتيك إنترناشونال فاينانشال هولدنجز ليمتد
سيتيك إنترناشونال فاينانشال هولدنجز ليمتد (اختصار إلى "CIFH" ، رمز الأسهم السابق SEHK: 0183 ) هي الشركة المالية الرئيسية
لمجموعة سيتيك خارج الصين القارية . وهي الشركة القابضة لبنك سيتيك إنترناشونال ، وتمتلك 50٪ من أسهم سيتيك كابيتال هولدينجز ليمتد وحصة 40٪ في سيتيك إنترناشونال أسيت مانجمنت ليمتد . قامت مجموعة سيتيك بخصخصة CIFH في عام 2008.  

## روابط خارجية
- الموقع الرسمي